# Dichochrysa formosana
Dichochrysa formosana is een insect uit de familie van de gaasvliegen (Chrysopidae), die tot de orde netvleugeligen (Neuroptera) behoort. 
Dichochrysa formosana is voor het eerst wetenschappelijk beschreven door Matsumura in 1910.